# Кремлёвский сельсовет
Кремлёвский сельсовет — сельское поселение в Коченёвском районе Новосибирской области Российской Федерации.
Административный центр — село Новокремлёвское.

## История
Статус и границы сельского поселения установлены Законом Новосибирской области от 2 июня 2004 года № 200-ОЗ «О статусе и границах муниципальных образований Новосибирской области»

## Население
| 2002  | 2010  | 2012  | 2013  | 2014  | 2015  | 2016  |
| ----- | ----- | ----- | ----- | ----- | ----- | ----- |
| 1723  | ↘1542 | ↘1540 | ↗1563 | ↘1560 | ↘1543 | ↗1545 |
| 2017  | 2018  | 2019  | 2020  | 2021  |       |       |
| ↗1556 | ↘1545 | ↘1535 | ↘1518 | ↘1479 |       |       |

## Состав сельского поселения
| № | Населённый пункт | Тип населённого пункта       | Население |
| - | ---------------- | ---------------------------- | --------- |
| 1 | Молот            | посёлок                      | ↘248      |
| 2 | Новокремлёвское  | село, административный центр | ↘1242     |
| 3 | Первомайский     | посёлок                      | ↘52       |